# امیک آواکیان
امیک آواکیان (ارمنی: Էմիք Աւաքեան؛ ۵ اوت ۱۹۲۳ – ۱۱ ژوئیهٔ ۲۰۱۳) مخترع ایرانی آمریکایی و ارمنی‌تبار است.
او صاحب اختراعات متعدد از جمله کامپیوتر تنفسی، مکانیزمی که قرار دادن ویلچر روی اتومبیل‌ها را تسهیل می‌کند و یک چرخ رباتیک خودکار که صندلی‌های چرخدار دستی را به اتوماتیک تبدیل می‌کند بود. بسیاری از اختراعات او در جهت بهبود زندگی افراد معلول بود و او جوایز زیادی را برای قدردانی از این تلاش‌ها به دست آورد.

## زندگی‌نامه
امیک آواکیان از خانواده ای ارمنی در سال ۱۹۲۴ در تبریز ایران متولد شد. آواکیان با فلج مغزی متولد شد، اما این بر توانایی‌های شناختی او تأثیر نگذاشت. خانواده آواکیان برای معالجه وی از ایران به روسیه و سپس به آلمان سفر کردند و در انتها برای این امر به آمریکا و شهر نیویورک رفتند. وی با درجه ممتاز از کالج اورکا با مدرک فیزیک و ریاضیات فارغ‌التحصیل شد. و سپس مدرک کارشناسی ارشد خود را در دانشگاه کلمبیا به دست آورد. او تا زمان مرگش با همسرش آن در ماساچوست اقامت داشت.

## جوایز
در سال ۱۹۶۱، رئیس‌جمهور ایالات متحده، جان اف کندی، از آواکیان به خاطر کمک‌های برجسته اش به اشتغال معلولان تجلیل کرد.
- جایزه مهندس برجسته (۱۹۷۹)
- جایزه تعالی در زمینه علم" کمیته دویستمین سالگرد ارمنستان (۱۹۷۶)
- مدال تاج شاه ایران (۱۳۴۲)
- جایزه دکترای افتخاری کالج اورکا (1996)[۱۴]

## اختراعات
واکیان برای غلبه بر بسیاری از مشکلاتی که در زندگی تجربه کرد، مجموعه ای از اختراعات را خلق کرد. یکی از برجسته ترین اختراعات او ماشین تحریری بود که به جای تایپ کردن حروف را از نفس تولید می کرد. ماشین تحریر با توجه به اندازه گیری تنفس و صدایی که در چهار میکروفون دمیده می شود، کار می کند.  اگرچه مکانیسم کند بود، اما استفاده از دستگاه مقرون به صرفه تر از استخدام یک نویسنده کمکی بود.  
یکی دیگر از اختراعات مهم "دستگاه بازیابی و ذخیره اطلاعات" بود که ماشینی بود که می توانست اطلاعات کتابخانه و بایگانی را سریعتر از روش های دیگر نمایش دهد. 
دستگاه ذخیره سازی، بازیابی و جابجایی اطلاعات ثبت اختراع ایالات متحده شماره 3،191،006 تاریخ پرونده: 3 آوریل 1962 ، تاریخ صدور: 22 ژوئن 1965.  
دستگاه های پیش بینی و اسکن انرژی ثبت اختراع ایالات متحده شماره 3،283،147 ، تاریخ ثبت شده: 9 مه 1962 ، تاریخ صدور: 1 نوامبر 1966.  
دستگاه و سیستم اتصال مدارها و قطعات الکترونیکی ثبت اختراع ایالات متحده شماره 3،880،486 تاریخ پرونده: 5 مارس 1973 تاریخ صدور: 2 آوریل 1975.  
دستگاه های ورود داده ثبت اختراع ایالات متحده شماره 4,077,036 ، ثبت شده در 30 اوت 1976 ، صادر شده در 28 فوریه 1978.  
روش و دستگاه موتوری کردن وسایل نقلیه دستی ثبت اختراع ایالات متحده شماره 5،186،269 ، تاریخ ثبت شده: 7 نوامبر 1991 ، تاریخ صدور: 16 فوریه 1993.  
سیستم رانندگی برای ویلچر یا موارد مشابه ثبت اختراع ایالات متحده شماره 5،427،193 ، تاریخ ثبت شده: 19 آوریل 1993 ، تاریخ صدور: 27 ژوئن 1995.
سیستم بارگیری خودرو ثبت اختراع ایالات متحده شماره 5،242،257 ، تاریخ ثبت 8 نوامبر 1991 ، تاریخ صدور: 7 سپتامبر 1993.  
سیستم کنترل جریان و محدود کننده برای استفاده در آن ثبت اختراع ایالات متحده شماره 4،372،304 ، تاریخ ثبت شده: 15 اکتبر 1980 ، تاریخ صدور: 8 فوریه 1983.